# Jelena Isinbajeva
Jelena Isinbajeva (Volgograd, 3. lipnja 1982.) je ruska atletska predstavnica u skoku s motkom. Višestruka je svjetska i olimpijska prvakinja, te europska prvakinja. Vlasnica je svjetskog rekorda s preskočenih 5,06 metara. Časnica je ruske vojske, s činom pukovnice.
Kći je dagestanskog (tabasaranskog) zubara Gadžija Gadžijeviča Isinbajeva i majke prodavačice. Od svoje pete godine bavila se gimnastikom. Kad je navršila 15 godina, treneri su smatrali da je previše narasla, pa se prestala baviti gimnastikom i postala je atletičarka. Već sa 16 godina sudjeluje na juniorskom SP u francuskom Annecyju, i s preskočenih 4,00 metra odličje joj je izabjeglo za 10 centimetara. Svoje prvo zlatno odličje osvojila je 1999. na Igrama mladih u Bydgoszczu s preskočenih 4,10 metara.
Svoje prvo seniorsko odličje osvaja na EP 2002. u Münchenu. Od nje je jedino bila bolja sunarodnjakinja Svetlana Feofanova. Na sljedeća dva natjecanja osvaja srebro (Dvoransko SP 2003.) i broncu (SP 2003.). Od tada osvaja isključivo zlata, a ukupno je 24 puta rušila svjetske rekorde. Jednom je u danu čak dva puta oborila svjetski rekord. Dogodilo se to 22. srpnja 2005. na atletskom Grand Prix mitingu u Londonu. Prvo je oborila stari rekord preskočivši 4,96 m, a potom i povijesnih 5,00 m. U Zürichu 28.kolovoza 2009. Jelena je preskočila 5,06 m na mitingu Zlatne lige.
IAAF ju je 2004, 2005 i 2008. proglasio najboljom svjetskom atletičarkom, a 2006. je dobila Laureus kao najbolja svjetska sportašica.

## Odličja
- Svjetsko prvenstvo
  - Zlato: 2004. (dvoransko), 2005., 2006. (dvoransko), 2007., 2008., 2012. (dvoransko), 2013.
  - srebro: 2003. (dvoransko).

- Europsko prvenstvo
  - Zlato: 2006.
  - Srebro: 2002.

- Olimpijske igre
  - Zlato: 2004., 2008.